# Dominique Joseph Garat
Pour les articles homonymes, voir Garat.

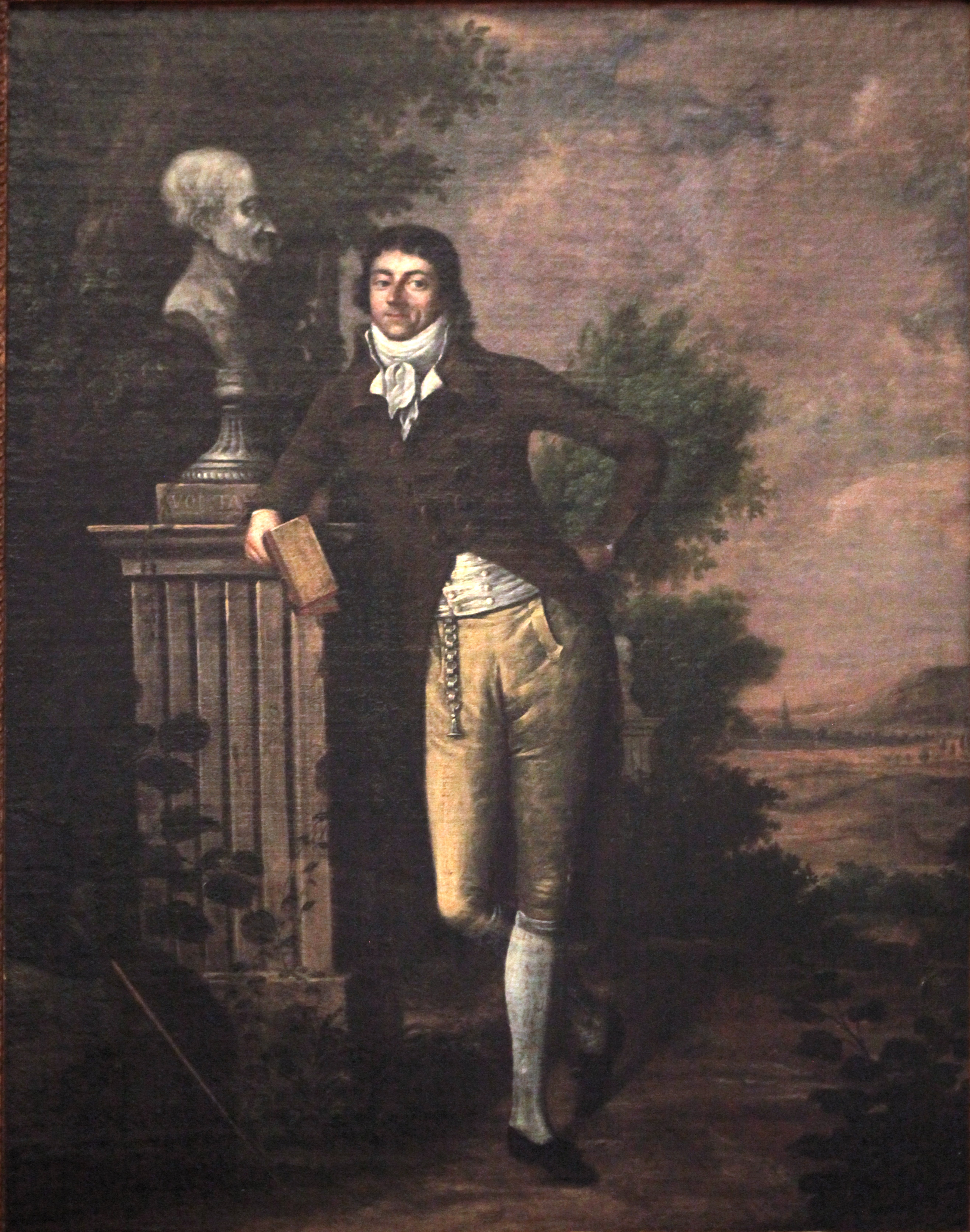
Dominique-Joseph Garat par Johann Friedrich Dryander
(musée de la Révolution française).

Dominique Joseph Garat (né le 8 septembre 1749 à Bayonne et mort le 9 décembre 1833 à Ustaritz) est un avocat, journaliste, philosophe et homme politique français.
Il fut élu à l'Académie française en 1803 ; il en est radié en 1816.
Il est l'oncle du chanteur et compositeur Pierre-Jean Garat.

## Biographie

### Enfance et études
Né dans le Labourd, son père était médecin, fermier de la dîme, et entretenait également un dépôt de commerce à Arruntz. Il est le frère cadet de Dominique Garat, révolutionnaire et représentant du Labourd aux états généraux de 1789 à ses côtés.
Dominique Joseph Garat arrive fort jeune à Paris. Il y est journaliste à partir de 1777. De cette date à la Révolution, il est rédacteur au Mercure de France pour sa partie littéraire: il publie ainsi un long compte-rendu du discours de réception de Condorcet à l'Académie française. Il est aussi rédacteur au Journal de Paris à partir de 1781.
Il obtient en 1779 le prix d'éloquence de l'Académie française pour son Éloge de Suger. Ses Éloge de Montausier et Éloge de Fontenelle sont couronnés dans les concours de 1781 et 1784.

### Carrière politique
En 1789, il est élu député du Labourd aux états généraux.
Le 9 octobre 1792, il remplace Danton au ministère de la Justice, et à ce titre notifie à Louis XVI la sentence de mort (20 janvier 1793) et lui amène un confesseur. Le 23 janvier 1793, il remplace Jean Marie Roland au ministère de l'Intérieur et reste à ce poste jusqu'en août 1793. En octobre 1793, il est arrêté comme girondin, mais rapidement libéré. Le 9 thermidor an II (27 juillet 1794), il vote contre Maximilien de Robespierre. Il est alors chargé du cours d'analyse de l'entendement à l'École normale, puis envoyé ambassadeur à Naples, après le 12 fructidor.
On dit que Dominique Joseph Garat devint, après avoir notifié à Louis XVI la sentence de mort le 20 janvier 1793, de plus en plus grognon et renfermé et que ses lunettes d'or qui servirent ce 20 janvier 1793, ne sortirent plus d'un tiroir auquel il était interdit de toucher. Familier de la maison de Dominique Joseph Garat, le curé d'Ustaritz les utilisa un jour pour lire son bréviaire et lorsque Dominique Joseph Garat revenant d'une visite les aperçut, il s'écria : « Les lunettes de la sentence » et tomba foudroyé.[réf. nécessaire]
Sous le Directoire, il est élu au Conseil des Anciens (élections de 1799).
Après le coup d'État du 18 brumaire (9 novembre 1799), Napoléon Bonaparte le nomme sénateur, et en 1808, comte de l'Empire.
Déjà en décembre 1803, Garat fait déjà un exposé de l'inégalité entre les basques français et espagnols au consul, dans une lettre lui étant adressée.
En 1808, Garat transmet à Napoléon, via Savary, un Exposé succint d'un projet de réunion de quelques cantons de l'Espagne et de la France dans la vue de rendre plus faciles et la soumission de l'Espagne et la création d'une maxime puissance.
En 1811, il soumet à Napoléon via le duc de Basano ses Recherches sur le peuple primitif de l’Espagne ; sur les révolutions de cette péninsule ; sur les Basques espagnols et françois. Il y propose la création d'un état basque indépendant et soumis à l'Empire, constitué des sept provinces du pays basque, qui aurait le nom de "Nouvelle-Phénicie". Les Basques seraient pour lui des descendants des Phéniciens, et leur langue, leur culture, et leur amour de la mer justifieraient la création d'un état indépendant et autonome. De fait, ce projet de Nouvelle-Phénicie est souvent considéré comme un premier jalon dans l'histoire du nationalisme basque. Cependant, Napoléon, occupé dans le conflit l'opposant aux Russes, ne donnera jamais suite à ce projet de Nouvelle-Phénicie.
Bien qu'il fût membre de la Chambre des représentants pendant les Cent-Jours, il n'est pas inquiété sous la Restauration, mais est cependant radié de l'Académie française par Ordonnance du 21 mars 1816. Il devient membre de l'Académie des sciences morales et politiques après 1830. Dominique Joseph Garat meurt au château d'Urdains (en), à Bassussarry.[réf. souhaitée]

### Philosophie
En 1795, alors qu'il donnait son cours d'analyse de l'entendement à l'École normale, il s'engagea dans une querelle intellectuelle avec l'un de ses élèves, le mystique Claude de Saint-Martin. Celui-ci opposa notamment l'existence d'un sens moral supérieur aux sensations et la distinction du corps et de l'âme aux positions sensualistes de Garat. L'affaire, qui fit grand bruit, fut baptisée « la bataille Garat » par les contemporains.
Franc-maçon, Garat est recensé, en 1779, comme membre de la loge des Neuf Sœurs.

### Carrière politique
- Ministre de la Justice du 9 octobre 1792 au 19 mars 1793,
- Ministre de l'Intérieur (par intérim entre le 23 janvier et le 14 mars 1793) puis nommé le 14 mars à cette fonction qu'il occupe jusqu'au 20 août 1793.

## Œuvres
- 1778 : Éloge de Michel de L'Hôpital
- 1778 : Mémoire pour le chevalier Queyssat, chef d'escadron au régiment de Chartres, le sieur Froidefond de Queyssat, capitaine d'infanterie, et le sieur Fillol de Queyssat, capitaine aide-major d'infanterie, contre le sieur Belair Damade, commis-négociant à Bordeaux
- 1779 : Éloge de Suger, abbé de Saint-Denis, ministre d'État
- 1779 : Deux importantes notes, l'une contre l'esclavage des Noirs, l'autre en faveur du divorce dans Les Mois, Poëme en douze chants, par Jean-Antoine Roucher.
- 1781 : Éloge de Charles de Sainte-Maure, duc de Montausier 1781
- 1783 : État actuel du dépôt de mendicité de la généralité de Soissons, deuxième compte, année 1782 [et] troisième compte, année 1783
- 1784 : Éloge de Bernard de Fontenelle
- 1787 : Précis historique de la vie de M. de Bonnard
- 1792 : Considérations sur la Révolution française et sur la conjuration des puissances de l'Europe contre la liberté et contre les droits des hommes, ou Examen de la proclamation des gouverneurs des Pays-Bas
- 1792 : Opinion contre les plans présentés par M. M. Dupont et Sieyès à l'Assemblée nationale, pour l'organisation du pouvoir judiciaire
- 1793 : Instruction du ministre de l'Intérieur à ses concitoyens, sur les formalités à remplir pour participer aux secours décrétés les 26 novembre 1792 et 4 mai 1793 en faveur des parents des militaires et marins au service de la République
- 1794 : Journal politique et philosophique, ou Considérations périodiques sur les rapports des événements du temps avec les principes de l'art social
- 1794 : Mémoire sur la Révolution, ou Exposé de ma conduite dans les affaires et dans les fonctions publiques
- 1797 : De la conspiration d'Orléans
- 1798 : Corps législatif. Conseil des Anciens. Discours le 2 pluviôse an VII, anniversaire du 21 janvier 1792 et du serment de haine à la royauté et à l'anarchie
- 1798 : Discours préliminaire à la 5ème édition du dictionnaire de l'Académie Française, paru en 1798.
- 1798 : Corps législatif. Conseil des Anciens. Discours prononcé après la lecture du message du Directoire exécutif qui annonce les nouvelles victoires de l'armée d'Italie
- 1798 : Corps législatif. Conseil des Anciens. Discours prononcé après la lecture du message sur l'assassinat des ministres à Rastadt
- 1798 : Corps législatif. Conseil des Anciens. Discours prononcé sur la mort du représentant du peuple Baudin (des Ardennes)
- 1798 : Corps législatif. Conseil des Anciens. Opinion sur la résolution du 4 pluviôse an VII, relative aux prises maritimes
- 1798 : Corps législatif. Conseil des Anciens. Opinion sur la résolution du 27 thermidor an VI relative aux domaines engagés
- 1798 : Corps législatif. Conseil des Anciens. Rapport sur la résolution du 29 prairial an VII relative aux délits de la presse.
- 1799 : Corps législatif. Commission du Conseil des Anciens. Discours prononcé après la lecture de la résolution sur la présentation au peuple des nouvelles lois fondamentales de la république
- 1799 : Corps législatif. Conseil des Anciens. Rapport sur la résolution du Conseil des Cinq-Cents, qui annule le tribunal du département des Bouches-du-Rhône
- 1799 : Corps législatif. Conseil des Anciens. Discours prononcé après la lecture d'un message du Directoire exécutif du 18 vendémiaire an VIII qui annonçait des victoires remportées par les armées françaises en Orient, en Helvétie et en Batavie.
- 1799 : Corps législatif. Conseil des Anciens. Rapport sur la résolution relative à la liberté de la presse
- 1799 : Corps législatif. Conseil des Anciens. Rapport sur la résolution relative à l'échange du jeu de paume de Versailles contre un domaine national
- 1799 : Éloge funèbre de Joubert
- 1800 : Discours prononcé dans la séance extraordinaire du 4 messidor an après la lecture des relations officielles de la bataille de Marengo
- 1800 : Éloge funèbre des généraux Kléber et Desaix
- 1805 : Mémoire sur la Hollande, sur sa population, son commerce, son esprit public et sur les moyens soit de la maintenir dans son indépendance comme État, soit de lui rendre ses anciennes prospérités comme nation commerçante
- 1807 : Coup d'œil sur la Hollande, ou Tableau de ce royaume en 1806
- 1811 : Recherches sur le peuple primitif de l'Espagne ; sur les révolutions de cette péninsule ; sur les Basques espagnols et françois. Rapport établi en 1811 pour Napoléon Ier[9]
- 1814 : Anecdotes inédites ou peu connues sur le général Moreau
- 1814 : De Moreau
- 1817 : Notice sur M. Ginguené et sur ses ouvrages
- 1820 : Jugement sur Mirabeau
- 1820 : Mémoires historiques sur la vie de M. Suard
- 1829 : Mémoires historiques sur le XVIIIe siècle, sur les principaux personnages de la Révolution française, ainsi que sur la vie et les écrits de M. Suard
- 1869 : Origine des Basques de France et d'Espagne

## Hommage, honneurs, mentions
La valeur des ouvrages de Garat ne suscita pas un enthousiasme général : 

« Deux Garat sont connus : l’un écrit, l’autre chante
Admirez, j’y consens, leur talent que l’on vante
Mais ne préférez pas, si vous formez un vœu
La cervelle de l’oncle au gosier du neveu. »

— Épigramme de Rivarol.
L'épigramme fait allusion à Pierre-Jean Garat, célèbre chanteur de l'époque doté d'une voix exceptionnelle.

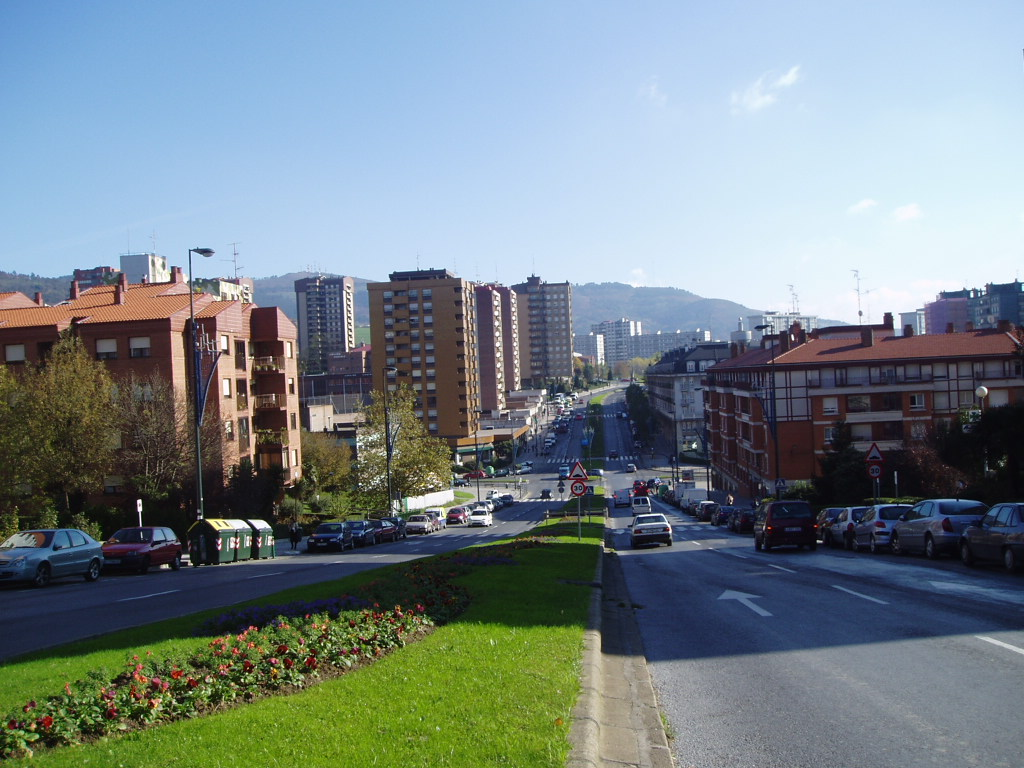
Avenue à la mémoire de Dominique Joseph Garat à Bilbao (Biscaye).

## Titres et distinctions
- Comte Garat et de l'Empire (lettres patentes de mai 1808, Bayonne[10]) ;
- Légion d'honneur[11] :
  - Légionnaire (9 vendémiaire an XII : 2 octobre 1803), puis,
  - Commandeur de la Légion d'honneur (25 prairial an XII : 14 juin 1804).

## Armoiries
| Figure | Blasonnement |
|        | Armes du comte Garat et de l'Empire De gueules à une rivière courante posée en bande d'argent accompagnée en chef d'une montagne à trois sommets d'or, et en pointe de trois pieds de maïs du même tigé de sinople ; quartier des comtes sénateurs., - Livrées : rouge, bleu, jaune et blanc |